# Coslada
Coslada é um municipío da comunidade de Madrid situada a 10 quilômetros a leste de Madrid. Conta actualmente com uma população 91.906 (INE 2006), sendo 15% da população estrangeira procedente da Roménia.
1. ↑  «Cifras oficiales de población resultantes de la revisión del Padrón municipal a 1 de enero» (ZIP). www.ine.es (em espanhol). Instituto Nacional de Estatística de Espanha. Consultado em 19 de abril de 2022